# John Vincent
John William Vincent (Birmingham, 1879 – Grimsby, 19 gennaio 1941) è stato un marinaio ed esploratore britannico.

## Biografia
Ha partecipato alla spedizione Endurance in Antartide sotto il comando di Ernest Shackleton. È stato uno dei cinque uomini ad accompagnare Shackleton nel viaggio dall'isola Elephant sino alla Georgia del Sud a bordo della James Caird ed uno dei quattro membri della spedizione a non essere stato insignito della medaglia polare.